# Пост, Питер
Питер Янс Пост (нидерл. Pieter Jansz Post; 1 мая 1608, Харлем — 8 мая 1669, Гаага) — нидерландский архитектор, живописец и гравёр, представитель архитектуры голландского классицизма школы Якоба ван Кампена.

## Биография
Питер Янс Пост родился в Харлеме (Северная Голландия), в семье живописца и мастера-витрария (росписи витражей). Его младший брат Франс Янс Пост 1612—1680) был живописцем-пейзажистом и гравёром. Художниками были и другие члены этой семьи.
Питер Пост работал в Харлеме, Амстердаме, Гааге. Вслед за Якобом ван Кампеном считается создателем оригинального стиля голландского классицизма в архитектуре. Этот стиль столь своеобразен, что в отдельных источниках, в частности в энциклопедии Britannica, его называют «голландским барокко», что создаёт некоторый парадокс. Кампен и Пост вместе проектировали Маурицхёйс в Гааге, частный дом, который позднее стал местом расположения знаменитой картинной галереи. По словам живописца и историка искусства Арнольда Хоубракена, Питер Пост был известным архитектором, который познакомил своего брата Франса с Иоганном-Морицем Нассау-Зигенским, принцем Оранским, когда тот работал над планами Маурицхёйса.
В 1623 году Питер Пост стал членом харлемской гильдии Святого Луки и архитектором штатгальтера Фредерика Хендрика. Питер Пост скончался в Гааге в возрасте шестидесяти одного года. Его сын Мауриц стал архитектором, другой сын Иоганн Пост — живописцем, его дочь вышла замуж за знаменитого анатома, медика и ботаника Фредерика Рюйша; внучка Рахель Рюйш стала известным живописцем цветов и растений.
Архитектура голландского классицизма в лице Питера Поста стала одним из источников столь же своеобразного, как и голландский, стиля петровского барокко первой четверти XVIII века в Санкт-Петербурге. Так, вальмовая кровля и ордерная разработка стен Маурицхёйса являются ближайшим аналогом (или прототипом) Летнего дворца, построенного Доменико Трезини в 1710—1714 годах в Северной Пальмире. Ратуша в Маастрихте «в стиле ван Кампена» послужила одним из прототипов здания кунсткамеры для Санкт-Петербурга.

## Галерея

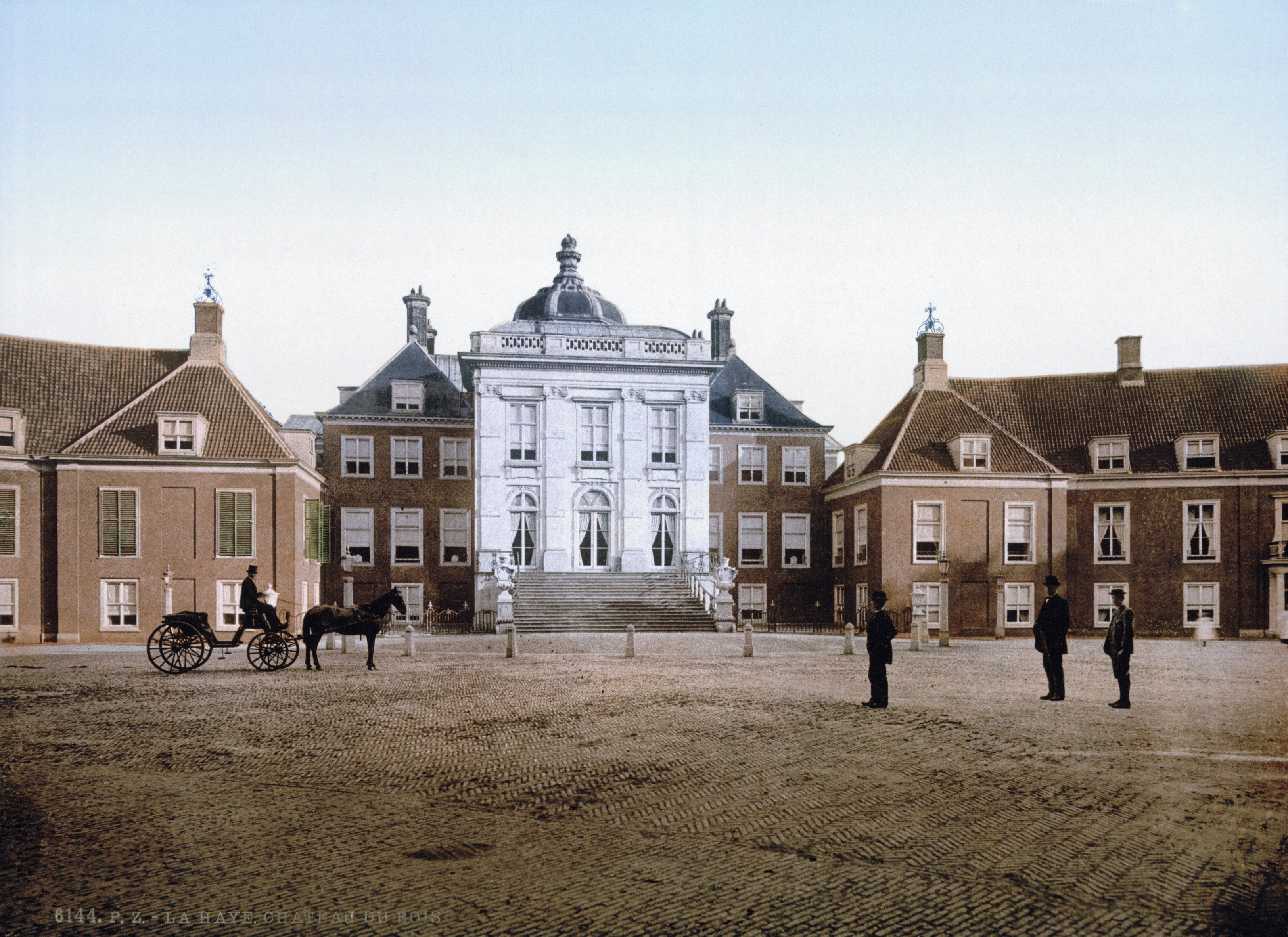
Хёйс-тен-Бос. 1645-1650 (совместно с Я. ван Кампеном). Гаага. Фотохромия. Между 1890 и 1905 гг.
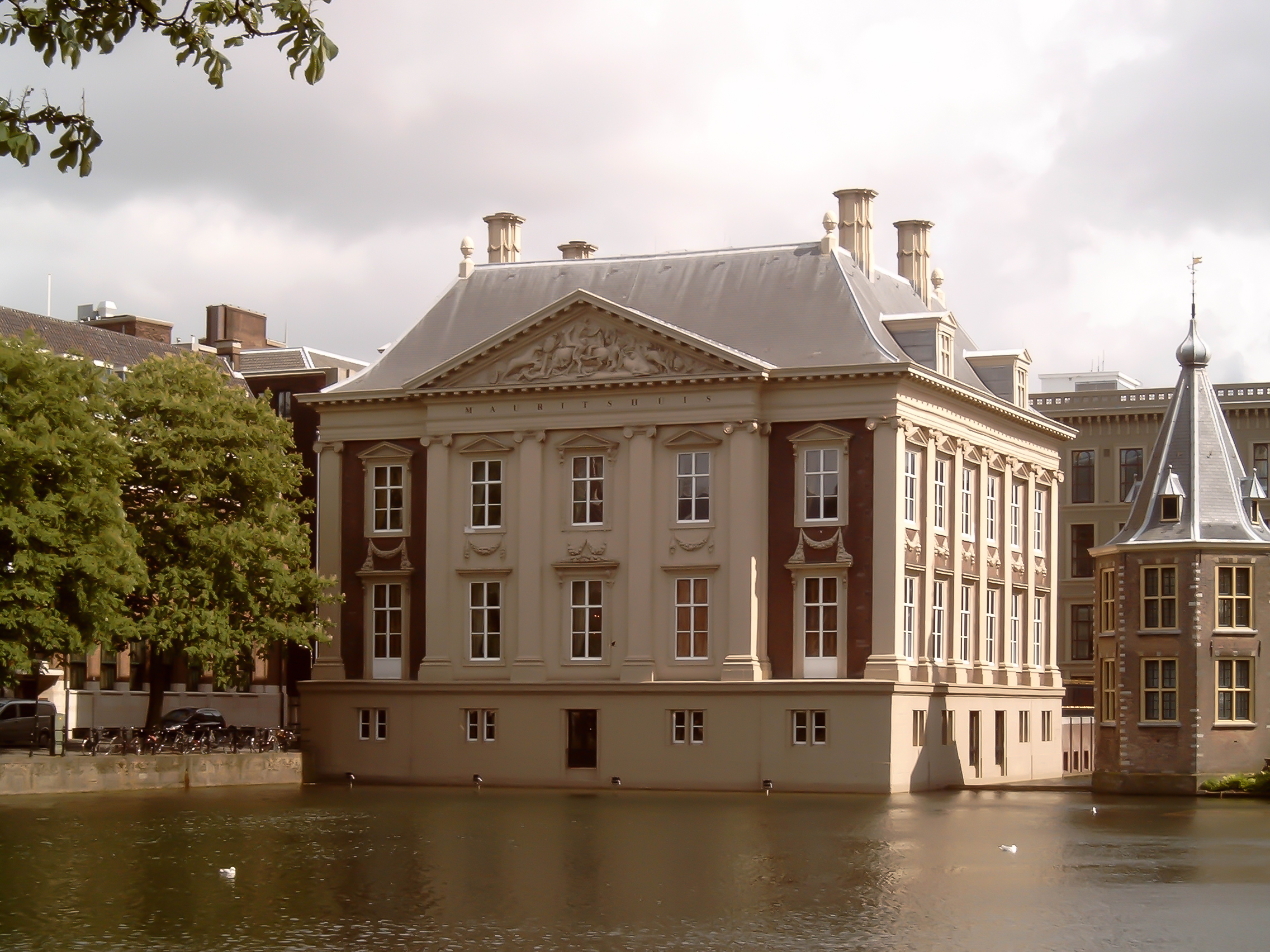
Маурицхёйс (совместно с Я. ван Кампеном). 1634–1641. Гаага
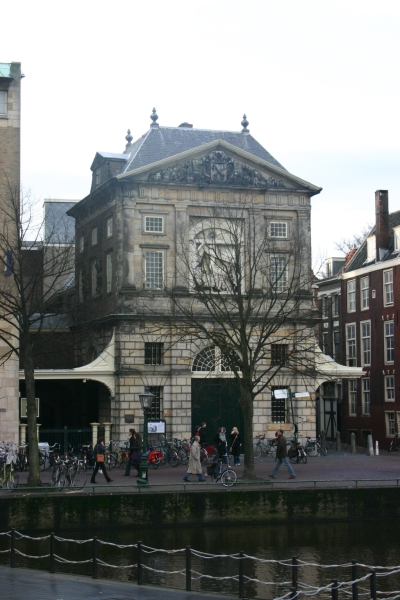
Вааг (здание весовой конторы). 1657. Лейден
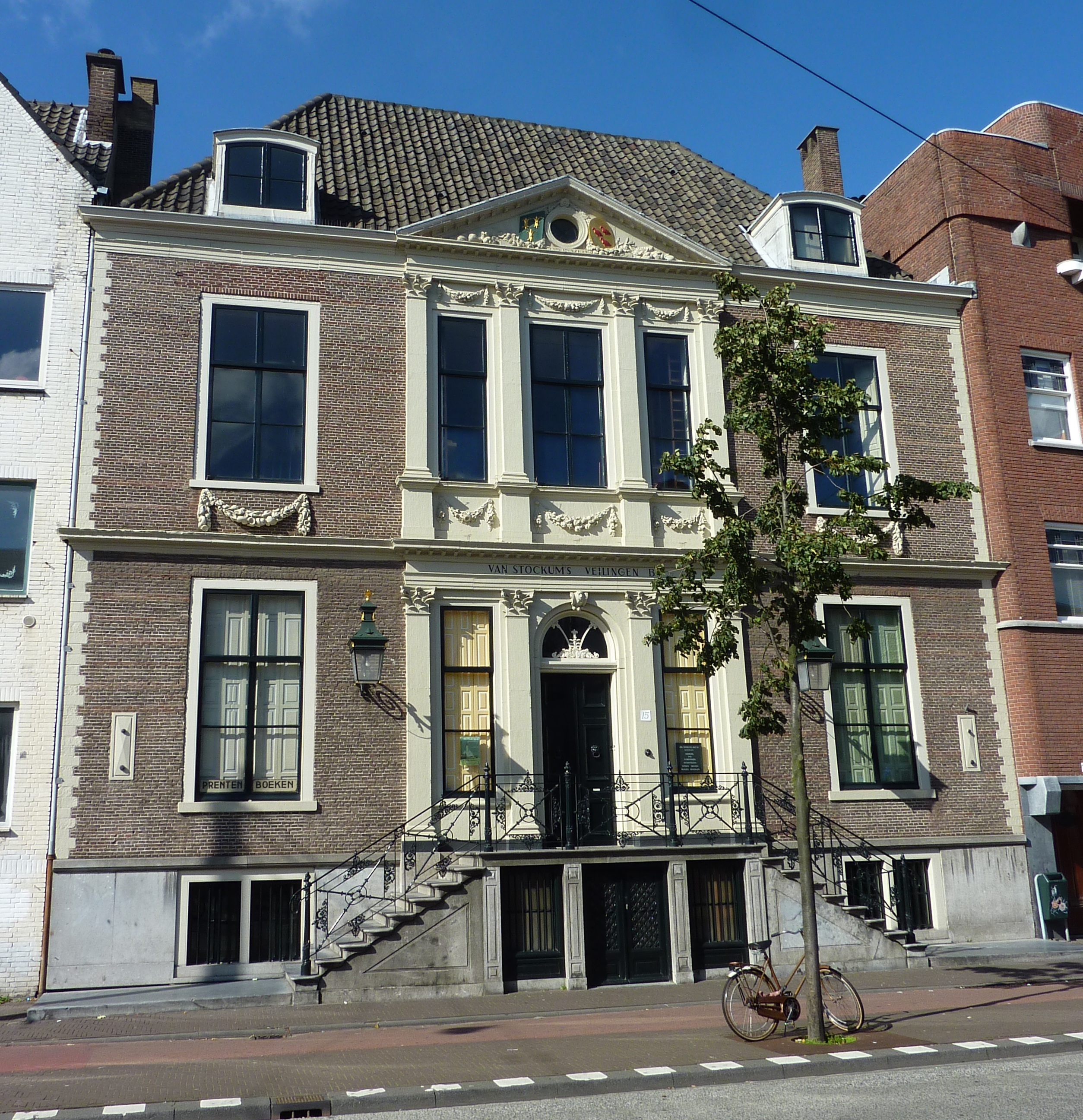
Дом Деделя. 1642. Гаага
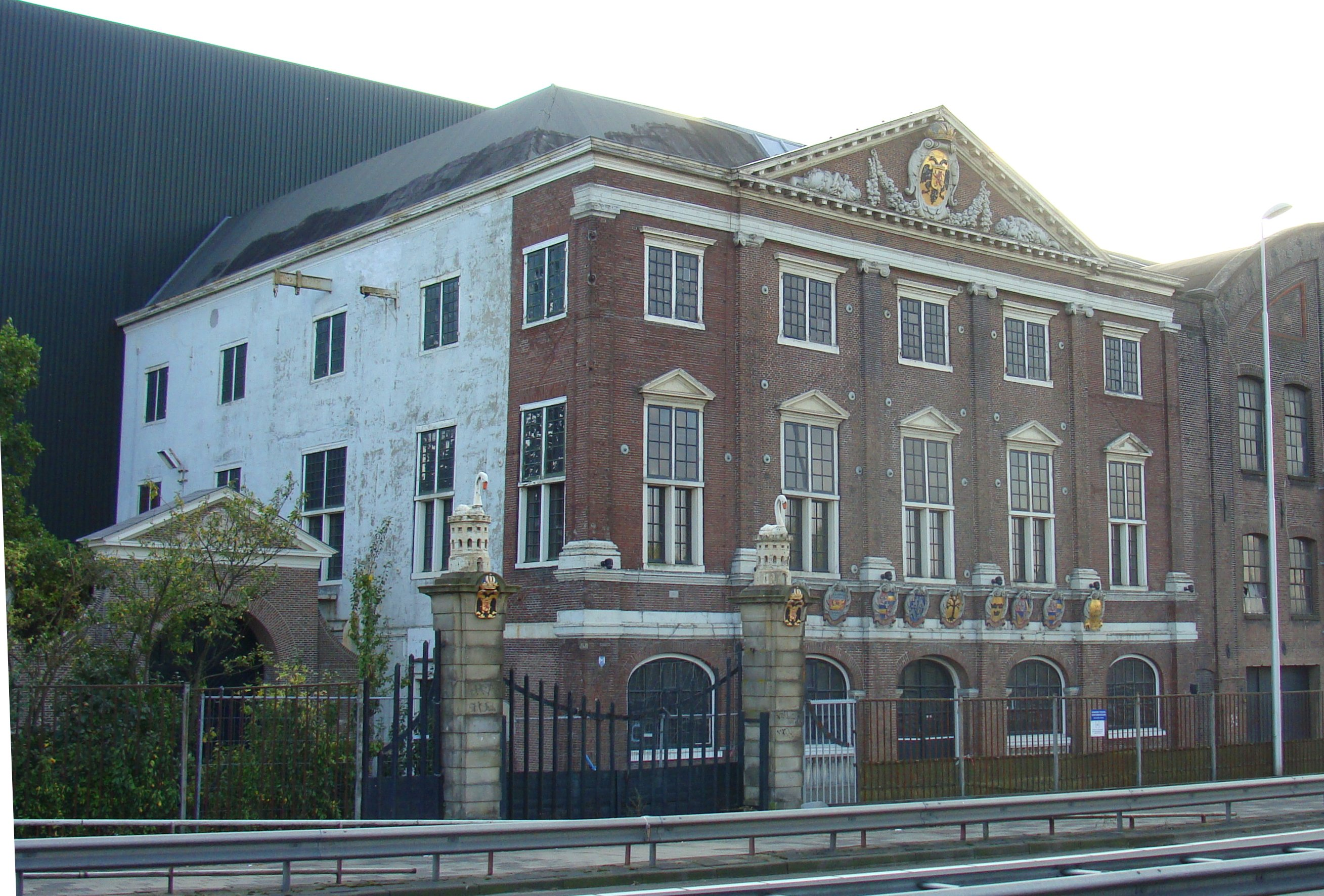
Муниципальный дом Цваненбург. 1645—1648. Халфвег, Северная Голландия
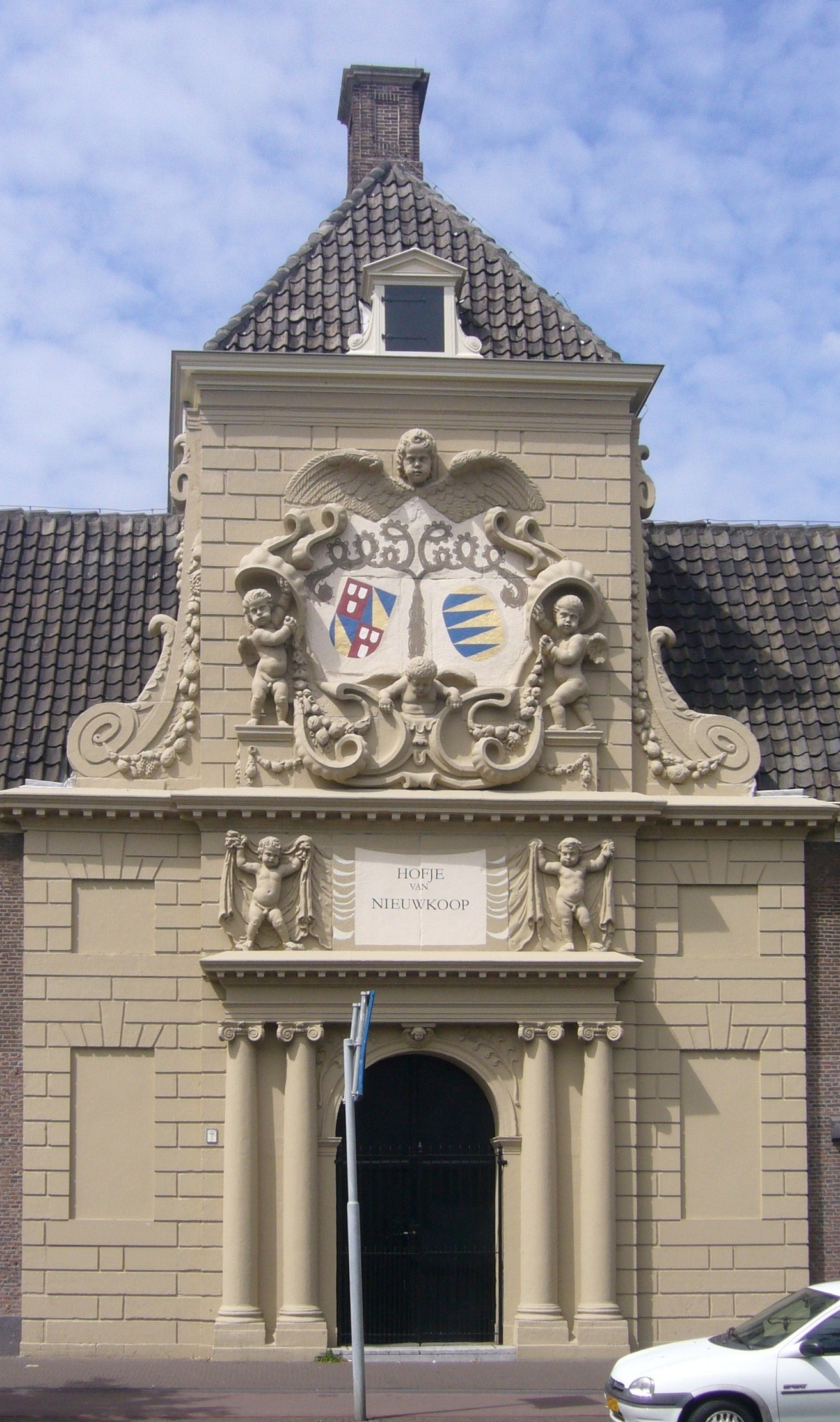
Ворота во двор Ньюкоопа. 1660. Гаага
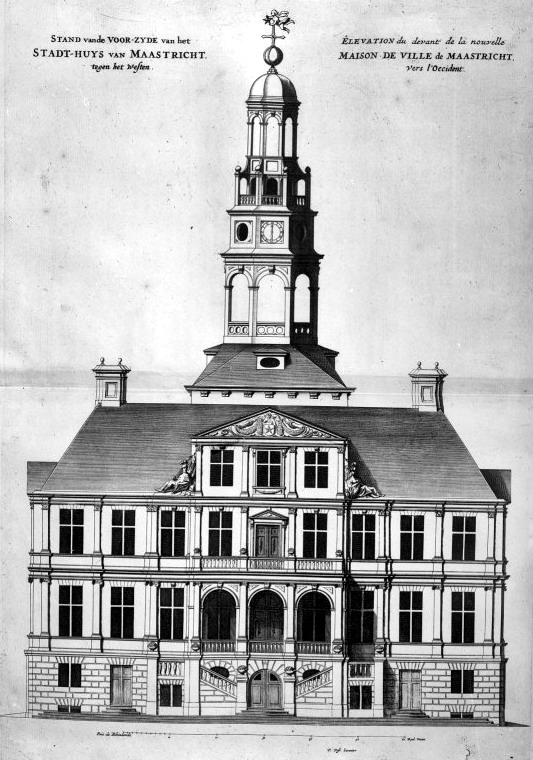
Ратуша в Маастрихте. Гравюра по рисунку П. Поста 1666 г.
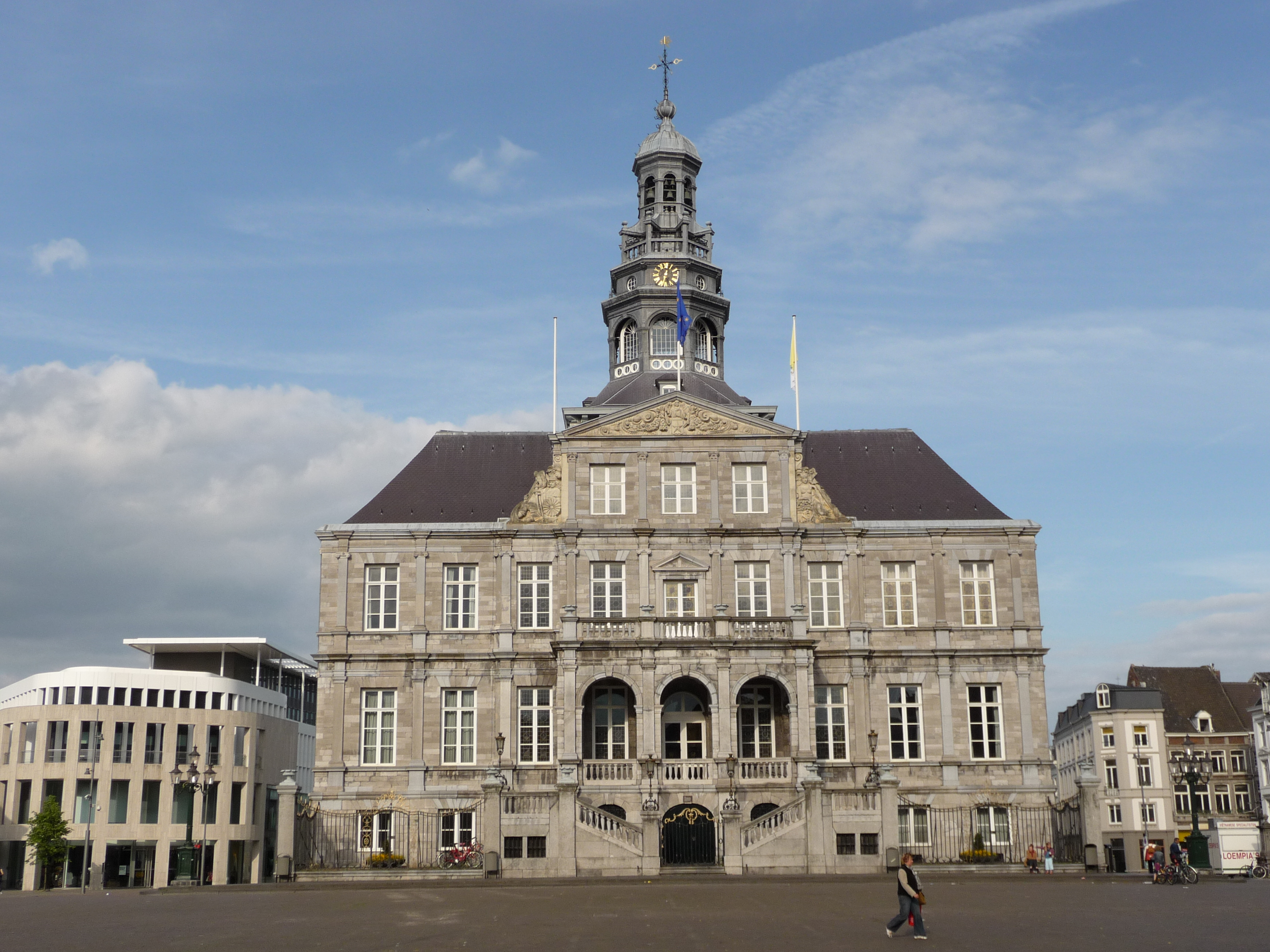
Ратуша в Маастрихте. Фотография 2008 г.